# William Rimmer
Pour les articles homonymes, voir Rimmer.
William Rimmer, né le 20 février 1816 à Liverpool en Angleterre et mort le 20 août 1879, est un artiste américain.

## Biographie
William Rimmer naît le 20 février 1816 à Liverpool.
Il est le fils d'un réfugié français, qui émigre en Nouvelle-Écosse, où il est rejoint par sa femme et son enfant en 1818, et qui en 1826 s'installe à Boston, où il gagne sa vie comme cordonnier. Le père de William Rimmer « se prend pour le dauphin français, fils de Louis XVI et de Marie-Antoinette. ». Le fils apprend le métier du père ; à quinze ans devient dessinateur et peintre d'enseignes ; puis travaille pour un lithographe ; ouvre un atelier et peint quelques tableaux ecclésiastiques.

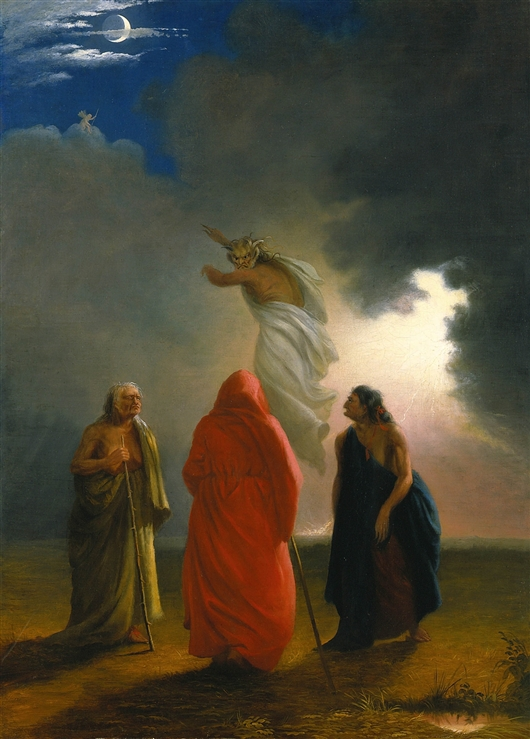
Représentation par Rimmer d'une scène de Macbeth de William Shakespeare

En 1840, William Rimmer voyage en Nouvelle-Angleterre, peignant des portraits. Il vit à Randolph dans le Massachusetts, de 1845 à 1855 en tant que cordonnier, et pendant les dernières années de la décennie, pratique la médecine ; il exerce à East Chelsea, dans le Massachusetts, et reçoit un diplôme de la Suffolk County Medical Society ; en 1855, il s'installe à East Milton dans le même État où il complète ses revenus en sculptant des bustes dans des blocs de granit.
En 1860, William Rimmer réalise sa tête de St. Stephen et en 1861 son Falling Gladiator. Ses sculptures, à l'exception de celles mentionnées et de The Fighting Lions, A Dying Centaur, et d'une statue d'Alexander Hamilton (réalisée en 1865 pour la ville de Boston), sont rapidement détruites. Il travaille l'argile, non pas en modelant, mais en construisant et en ciselant ; presque toujours sans modèle ni esquisse préliminaire ; et toujours avec des inconvénients techniques et dans une grande hâte ; mais sa sculpture est anatomiquement remarquable et a la simplicité et la force des  Grecs anciens.
De 1866 à 1870, il est directeur de la Cooper Union School of Design for Women à New York. Parmi ses élèves, figure Ella Ferris Pell.

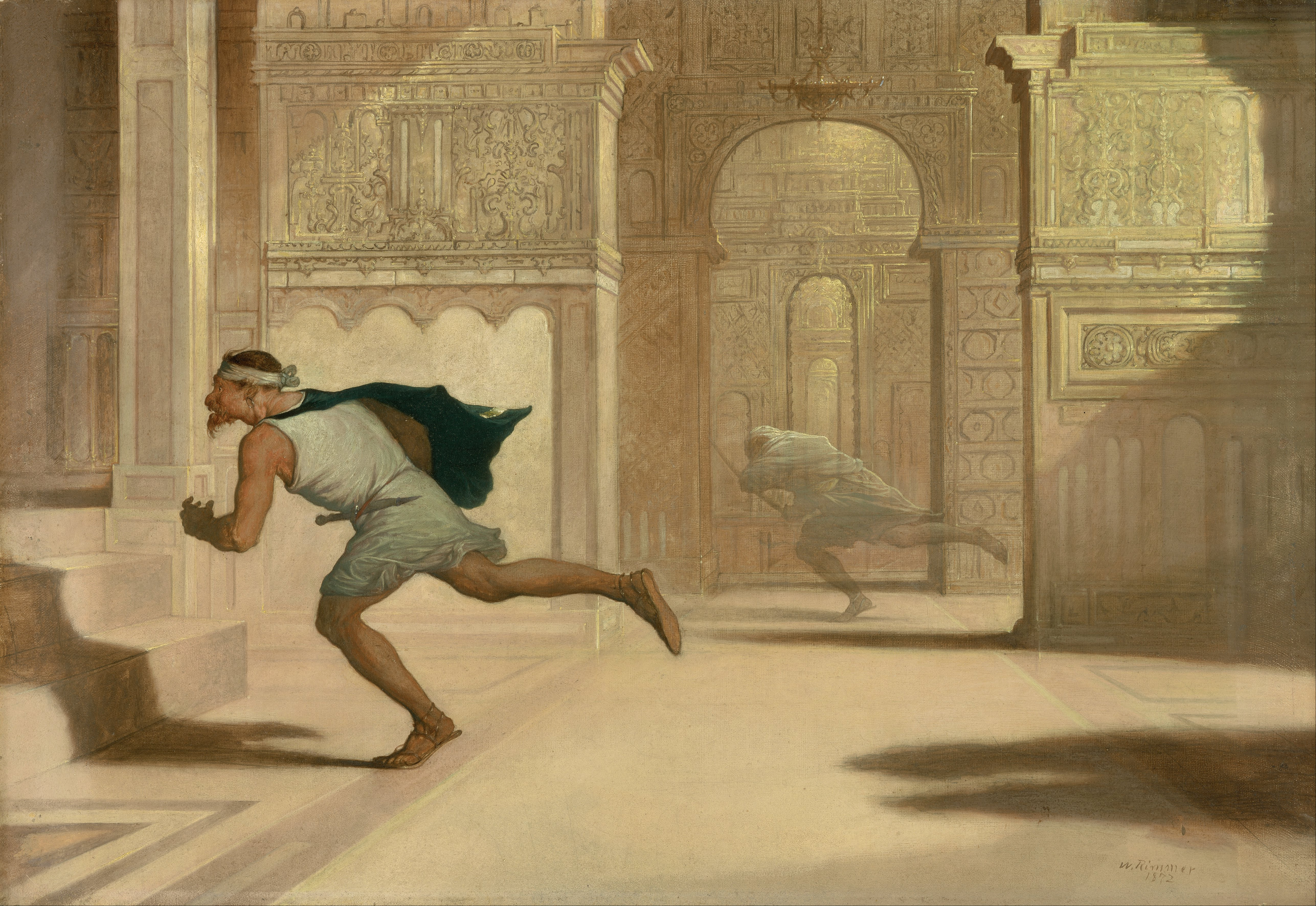
"Flight and pursuit", 1872, Musée des beaux-arts de Boston.

William Rimmer publie Elements of Design (1864) et Art Anatomy (1877), mais son grand travail est réalisé en classe, où ses cours sont illustrés par des croquis au tableau.
L'œuvre la plus célèbre de William Rimmer, bien qu'elle ne lui soit normalement pas associée, est Evening: Fall of Day, qui a servi de base au logo Swan Song Records utilisé par le groupe de rock anglais Led Zeppelin. Un autre tableau célèbre est son Flight and Pursuit au Boston Museum of Fine Arts.
Sa fille Caroline Hunt Rimmer (en) est une sculptrice et auteure connue pour son livre Figure Drawing for Children.
William Rimmer meurt le 20 août 1879 à South Milford dans le Massachusetts.